# 小林里乃
小林 里乃（こばやし りの、2001年8月4日 - ）は、日本の女優、元子役。東京都出身。アストラル所属。身長157cm。

## 略歴・人物
2008年から芸能活動を開始。
特技は暗記、模写、マンガを描くこと。趣味は絵を描くこと。
『特捜戦隊デカレンジャー 10 YEARS AFTER』出演時には、人生初のワイヤーアクションに挑戦している。
2016年、ムーン・ザ・チャイルドから、アストラルに移籍。

## 出演

### 映画
- ガール（2012年5月26日、東宝）
- おおかみこどもの雨と雪（2012年7月21日、東宝） - 信乃（声） 役
- 中学生円山（2013年5月18日、東映） - 井上ひかる 役
- バケモノの子（2015年7月11日、東宝）

### テレビドラマ
- ナサケの女〜国税局査察官〜 第3話（2010年11月4日、テレビ朝日） - 吉村 役
- 水戸黄門 第42部 第6話（2010年11月15日、TBS） - お花 役
- 温泉若おかみの殺人推理22（2011年5月28日、テレビ朝日） - 門倉あゆみ（演：宮本真希の少女期） 役
- 京都南署鑑識ファイル6（2011年8月13日、テレビ朝日） - 一条薫（演：八木小緒里少女期） 役
- ヒトリシズカ 第5話（2012年11月18日、WOWOW） - 伊東静加（演：夏帆の少女期） 役
- 神様のボート（2013年3月10日 - 24日、NHK BSプレミアム） - 野島草子（演：森川葵の少女期） 役
- ホリック〜xxxHOLiC〜 第5話（2013年3月24日、WOWOW） - 会田沙織 役
- 斉藤さん2（2013年7月13日 - 9月21日、日本テレビ） - 緒方里乃 役
- 聖母・聖美物語 第47話 - 最終話（2014年6月4日 - 27日、東海テレビ） - 柳沢ひかり 役
- HERO 第7話（2014年8月25日、フジテレビ）
- 科捜研の女〜年末スペシャル（2014年12月21日、テレビ朝日） - 川喜多京子（演：荻野目慶子の少女期） / 三原さやか 役
- 破門 第2話（2015年1月16日、BSスカパー!） - 西村亜美（演：中村ゆりの少女期） 役
- 土曜ワイド劇場特別企画 京都人情捜査ファイル（2015年4月25日、テレビ朝日） - 関田七海 役
- 仮面ライダーゴースト 第6話（2015年11月15日、テレビ朝日） - 君島陽子 役[2][3]
- 賢者の愛 第1話 - 第3話（2016年8月20日 - 9月3日、WOWOW） - 澤村百合（演：高岡早紀の中学生時） 役
- ソロ活女子のススメ4 第6話（2024年5月9日、テレビ東京） - カハクガールズ 役

### オリジナルビデオ
- 特捜戦隊デカレンジャー 10 YEARS AFTER（2015年、東映） - クレメント星人キャリー 役[4][5]

### テレビアニメ
- 世紀末オカルト学院（2010年7月5日 - 9月27日、テレビ東京） - 神代マヤ 役[6]

### CM
- キヤノン 製品技術（2008年4月 - ）
- クリタック 「シャワー蛇口」（2008年8月 - ）[7]
- マクドナルド ハッピーセット 「ヤッターマン」（2009年5月 - ）
- 日本水産 ニッスイ たこ焼き（2011年10月 - ）
- J:COM ZAQ（2012年11月 - ）

### 雑誌
- 小学一年生「入学準備号」（2009年1月、小学館）